# Duffrébo
Duffrébo est une localité de l'est de la Côte d'Ivoire, et appartenant au département d''Agnibilékrou, Région du Moyen-Comoé. La localité de Duffrébo est un chef-lieu de commune.